# Тыловое обеспечение

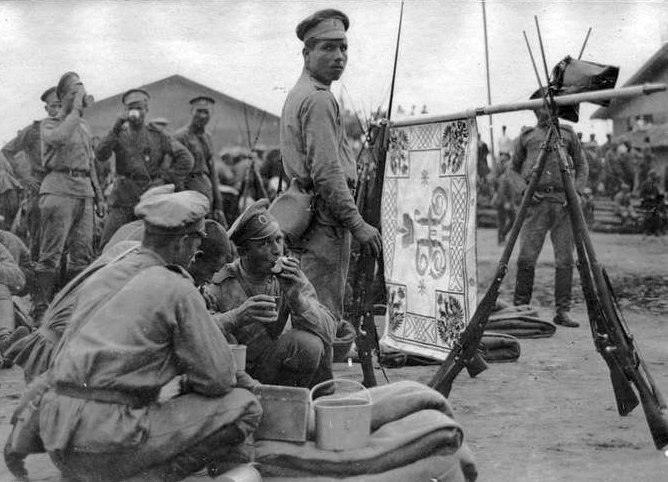
Русские войска на привале в Салониках, 1916 год.

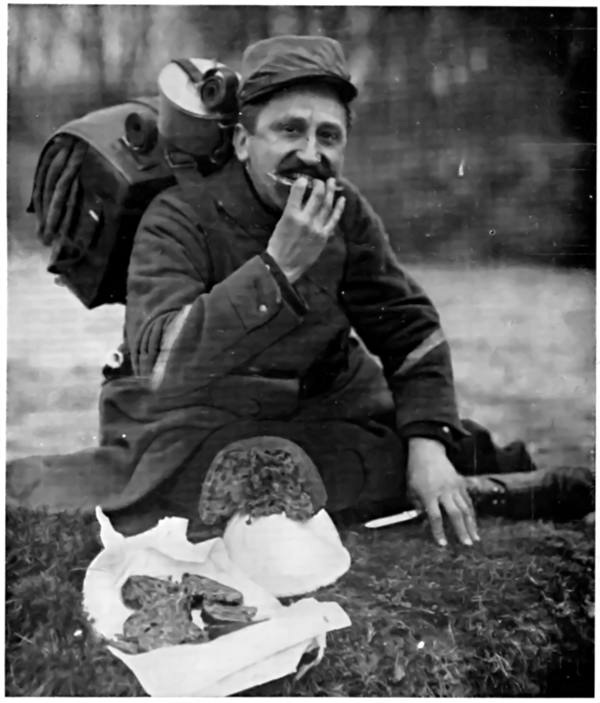
Французский солдат ест рождественский пудинг, 1914 год.

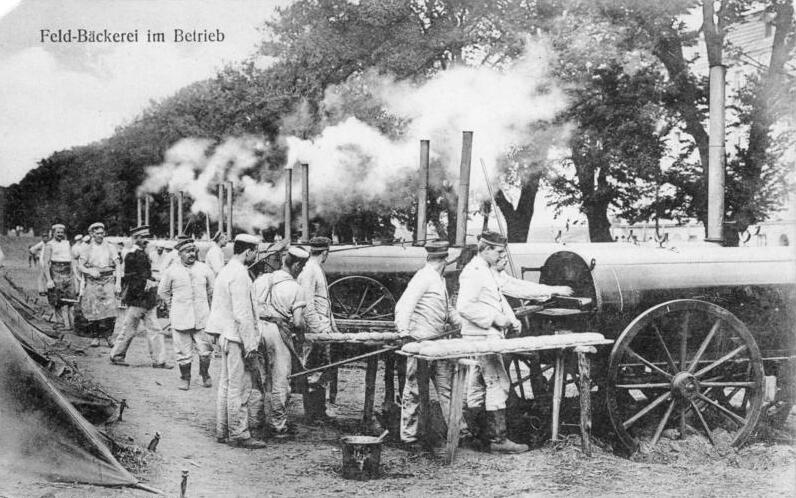
Передвижные пекарни, Германия.

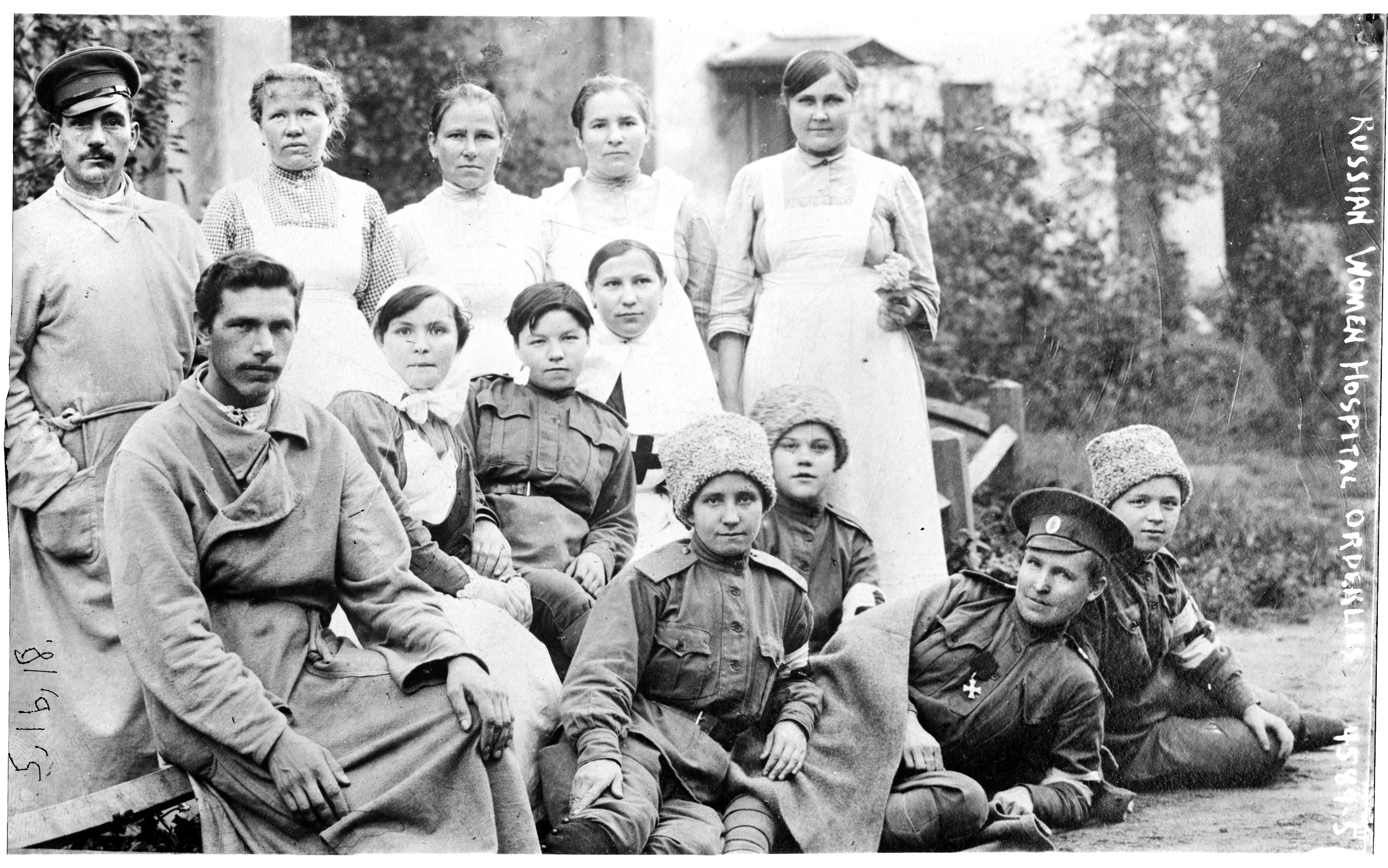
Персонал и выздоравливающие, русский военный госпиталь, Первая мировая война.

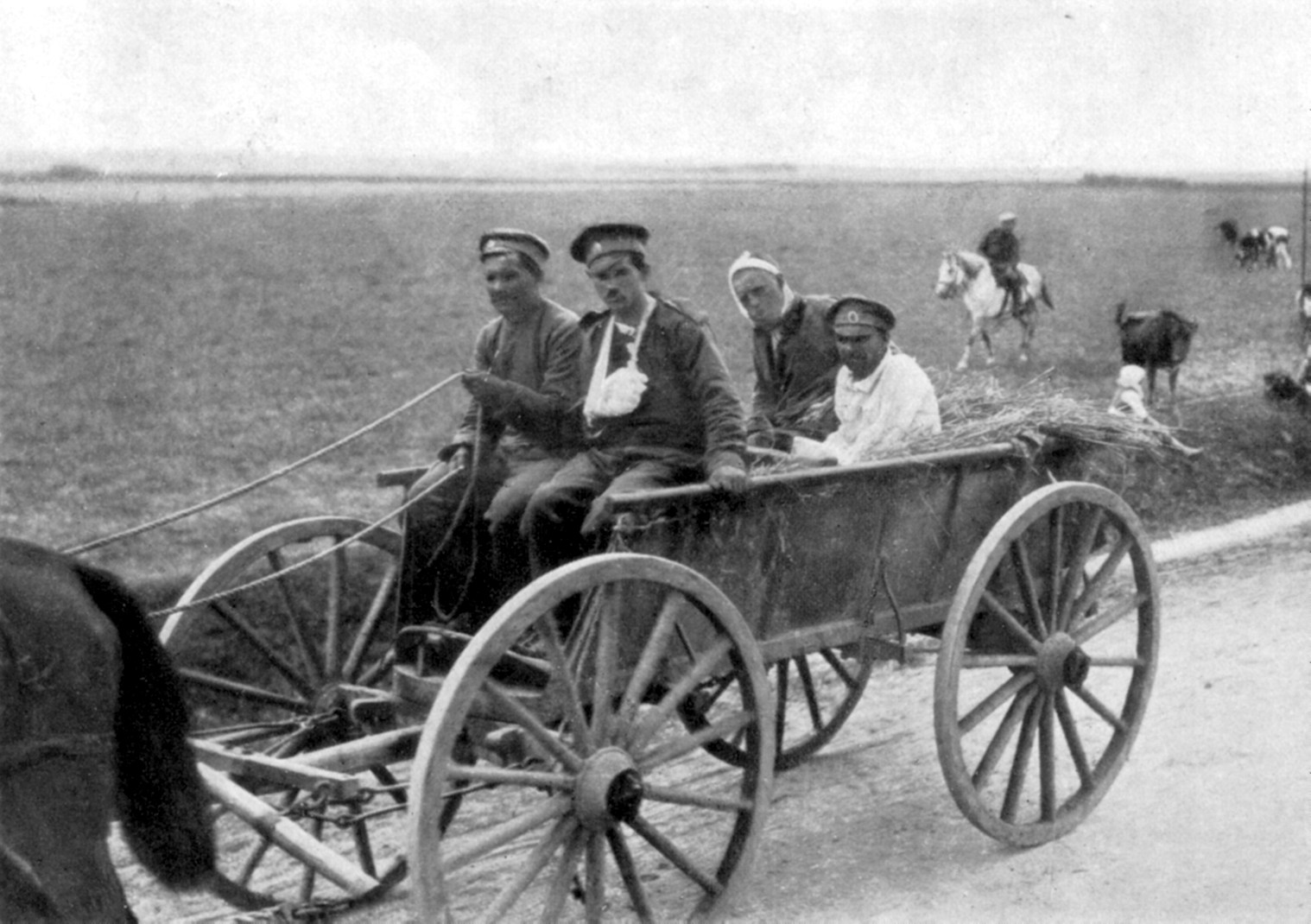
Доставка раненых в русский военный госпиталь, Первая мировая война.

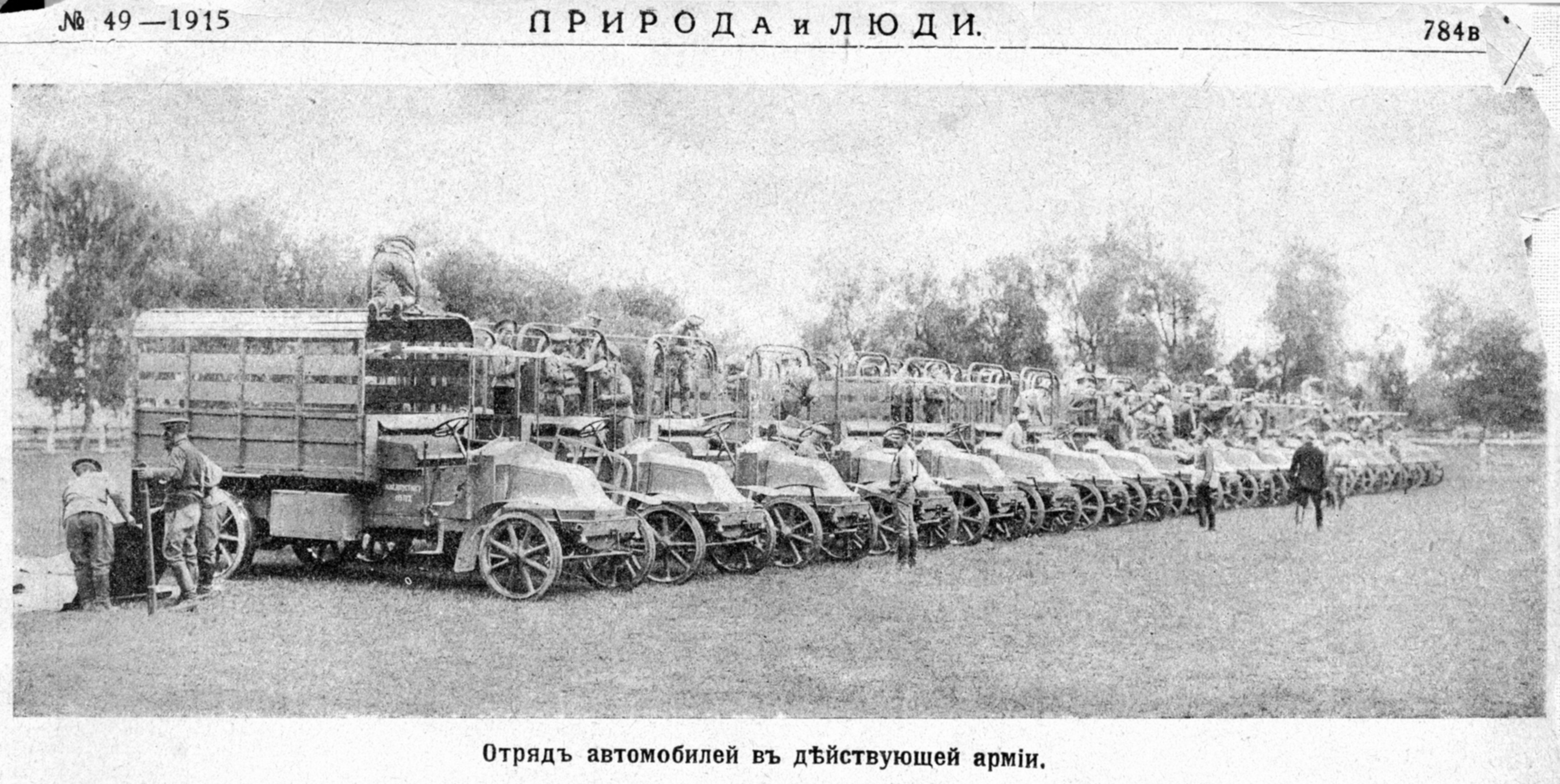
Подразделение специальных войск русской армии, отряд автомобилей в действующей армии, 1915 год.

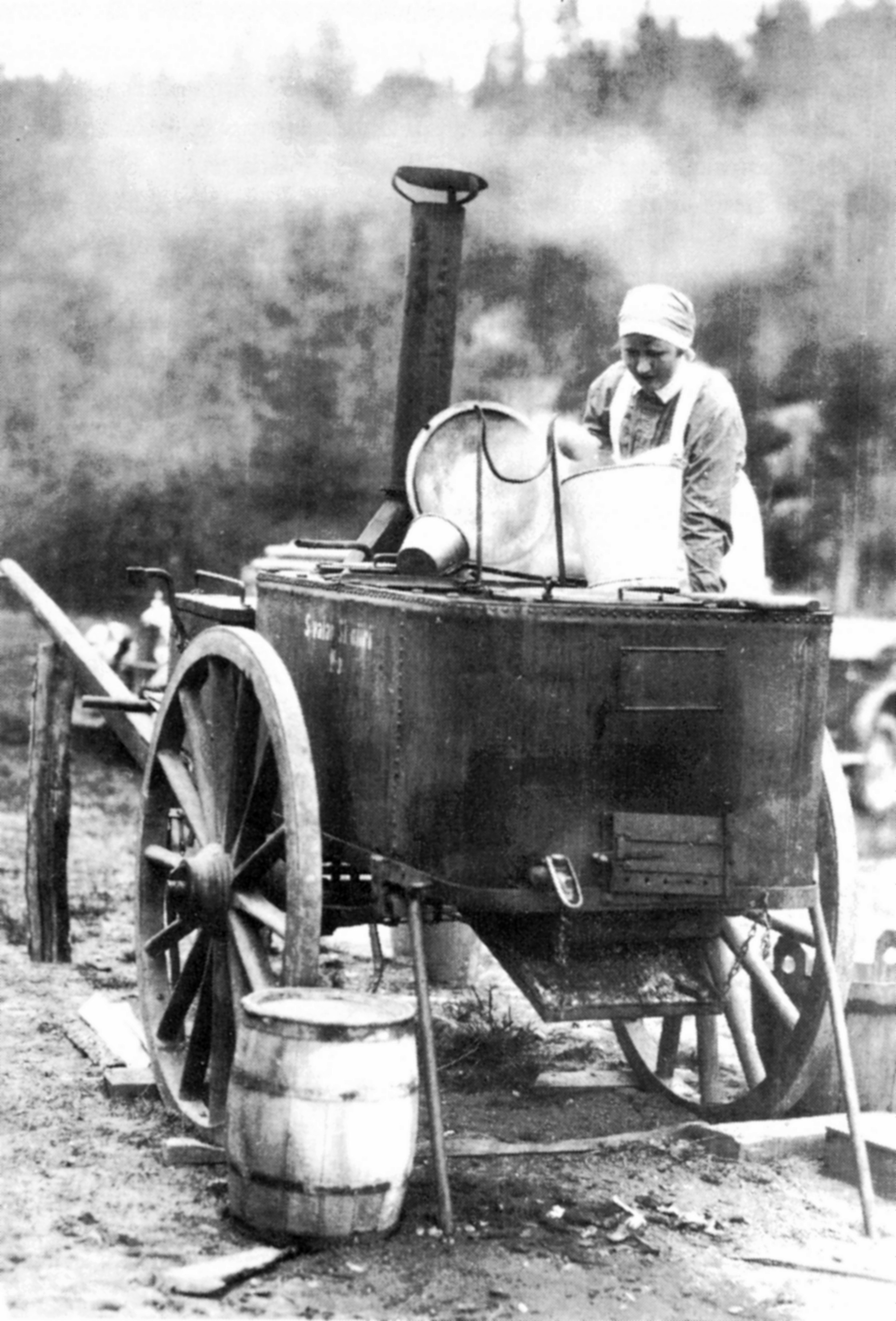
Российская дореволюционная походная кухня кавалерийского образца в Сортавале, 1924 год.

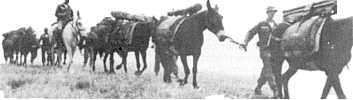
Использование вьючных животных (мулов) ВС США.

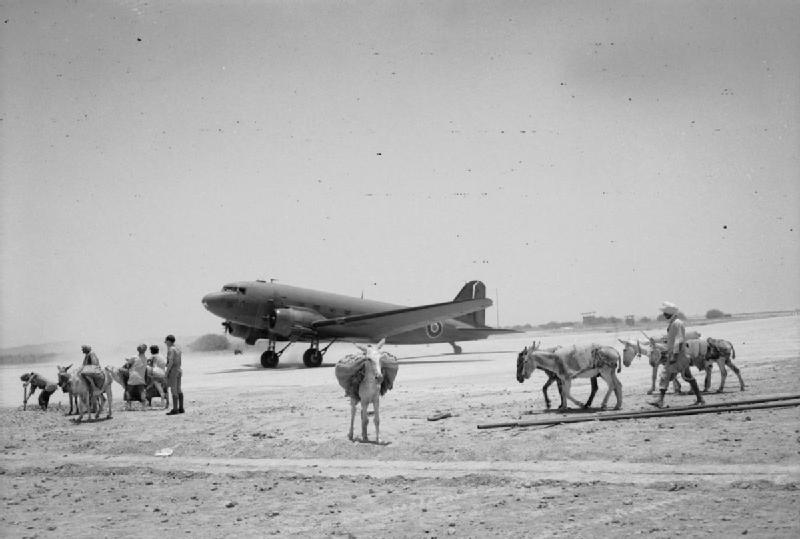
Транспортный самолёт королевских ВВС, 1941—1945 годы.

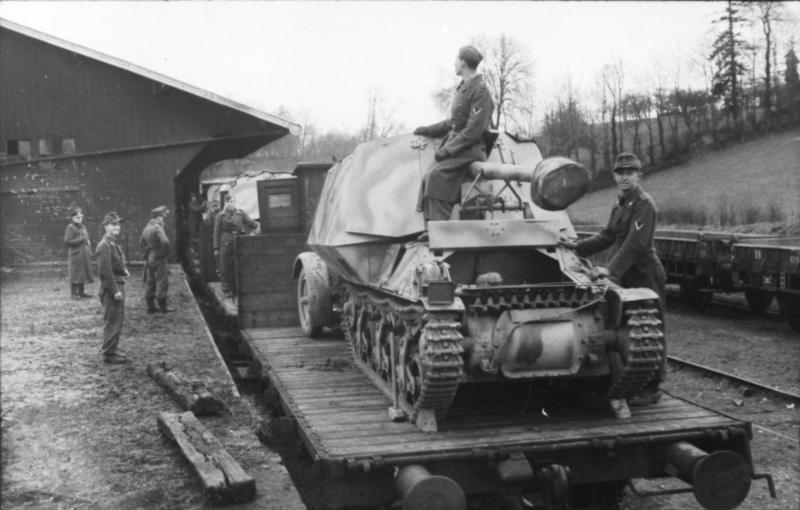
Немецкий воинский поезд в 1943 году. На переднем плане САУ Marder I.

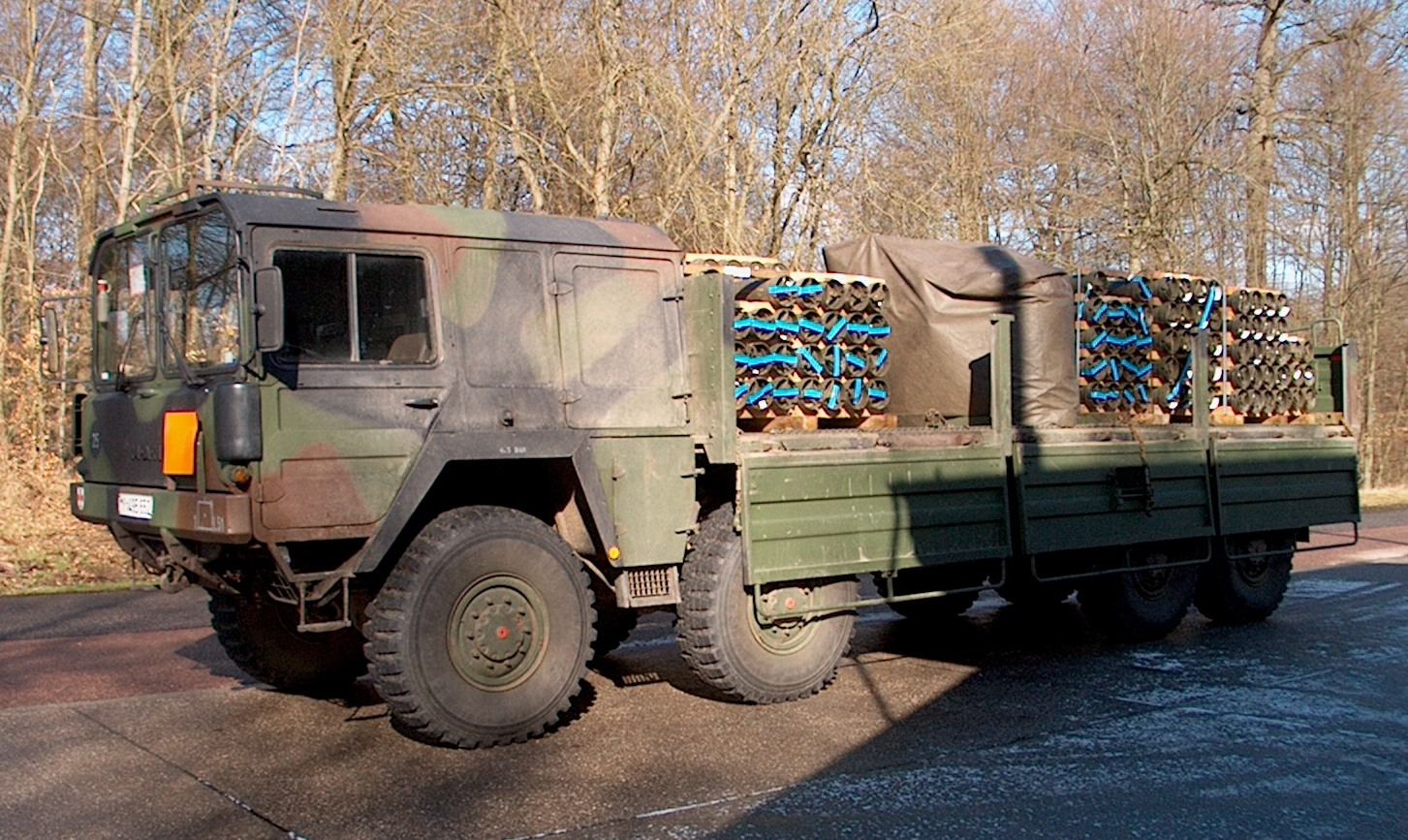
Автомобиль MAN 8×8 бундесвера для перевозки боеприпасов.

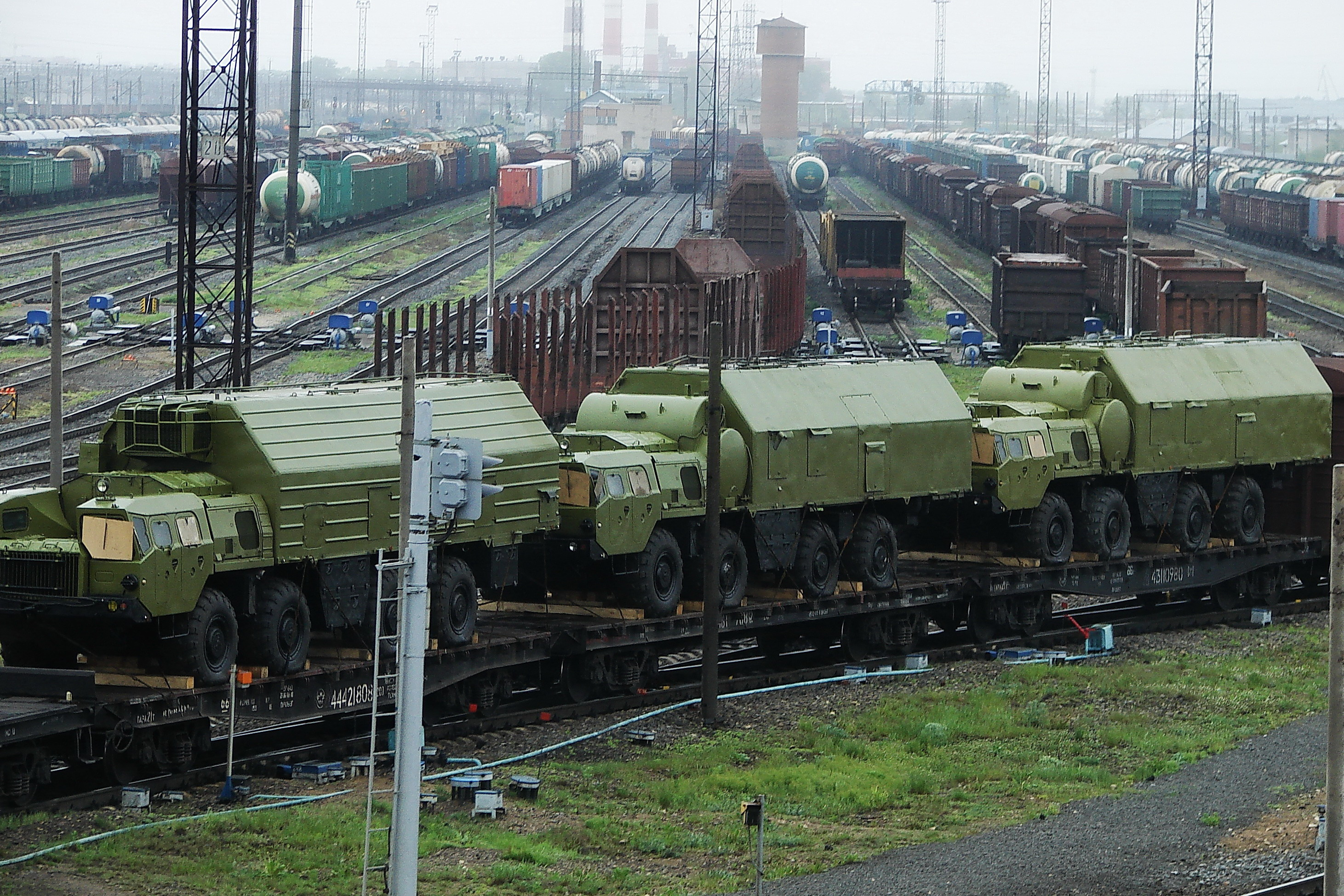
Воинский поезд перевозит ЗРК С-300.

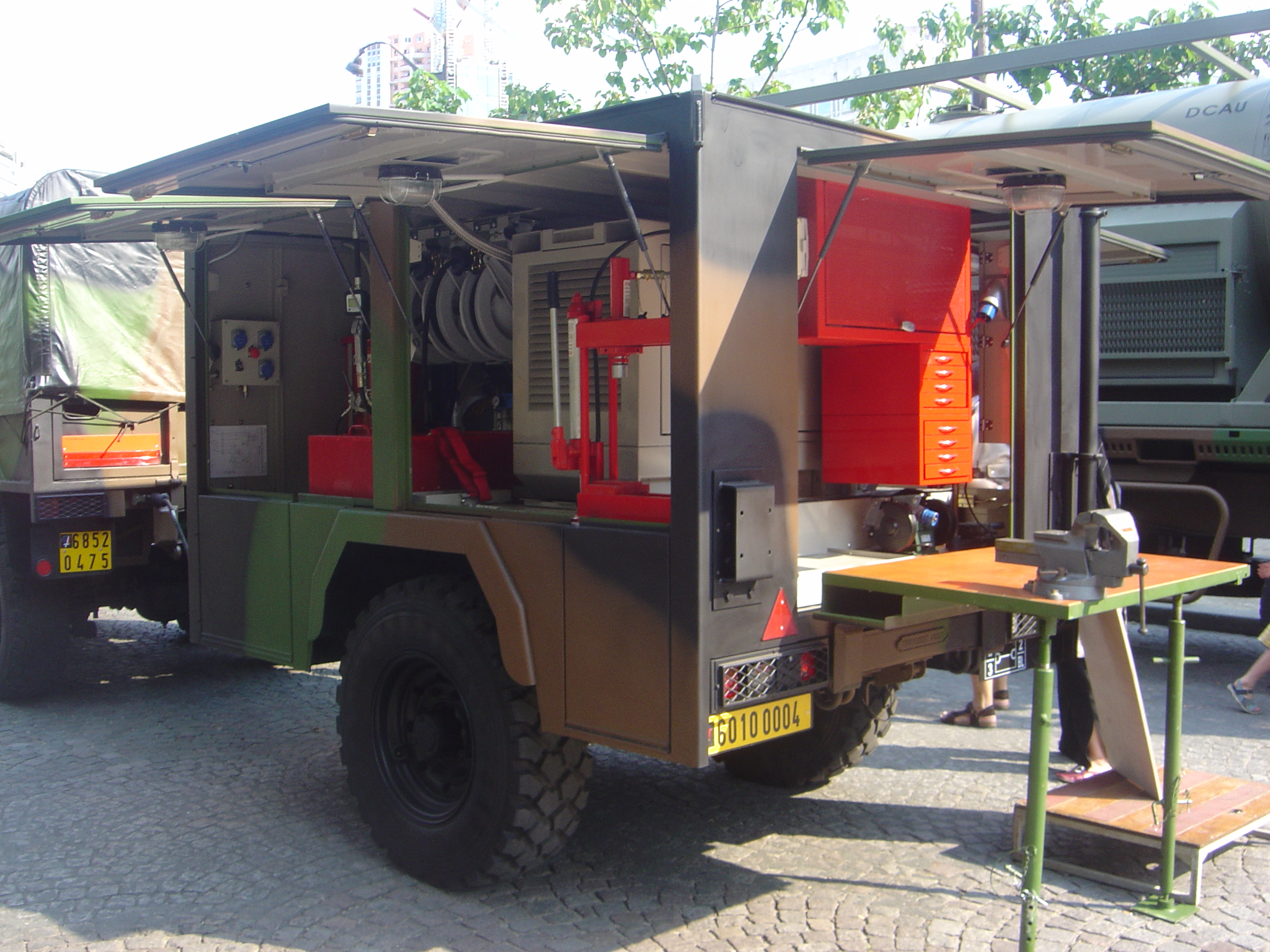
Передвижная мастерская французской армии.

Тактические знаки NATO для обозначения на карте и в документах
Тылово́е обеспе́чение (интенда́нтство) — обеспе́чение (снабжение) вооружённых сил в мирное и военное время вооружением, боеприпасами, топливом, продовольствием и тому подобным, то есть комплекс мероприятий, направленных на удовлетворение финансовых, материально-технических, хозяйственных, противопожарных, автотранспортных, медицинских, торгово-бытовых и других потребностей вооружённых сил государства. Является составной частью обеспечения военных (боевых) действий.
Следует заметить, что термин тыловое обеспечение в советском/российском военном деле, несёт в себе более объёмный спектр значений, чем термин военная логистика по своей сути, поскольку связано не только с перемещением материальных средств, финансовыми и транспортными мероприятиями (подпадающими под определение термина логистика), но включает в себя такие сферы, не связанные с логистикой, как медицинское, ветеринарное, квартирно-эксплуатационное обеспечение и т. д.
Тыловое обеспечение включает в себя организацию и осуществление мероприятий тыла по поддержанию в боеспособном состоянии войск (сил), обеспечение их всеми видами материальных средств и создание условий для выполнения поставленных перед ними задач.
В ВС США на одного военнослужащего из состава формирования, участвующего в военных действиях, приходится 7—10 военнослужащих различных видов тылового обеспечения, кроме того в этом участвуют и гражданские специалисты. В ВС РФ на одного военнослужащего, непосредственно участвующего в военных действиях, в среднем приходится 5 военнослужащих боевого, тылового и технического обеспечения (специальные войска и соответствующие службы).

## Задачи тылового обеспечения
Основными задачами тылового обеспечения являются:
- содержание в вооружённых силах, в войсках и силах флота установленных запасов вооружения, техники, боеприпасов, горючего, топлива, продовольствия, вещевого имущества и др.;
- строительство и обслуживание транспортных коммуникаций, в том числе всех видов воинских перевозок;
- восстановление вооружения, военной техники и имущества;
- лечение раненых и больных, проведение в войсках и силах флота санитарно-гигиенических, противоэпидемических и ветеринарных мероприятий;
- восстановление, строительство, обслуживание аэродромов (портов) и проведение других мероприятий, направленных на всестороннее обеспечение боевых действий и боевой подготовки войск и сил флота.

## История

### Древний мир
Примером хорошо продуманного тылового обеспечения может служить поход Александра Македонского через пустыню в Египет в 332 году до н. э., когда этот полководец сумел организовать бесперебойное снабжение продовольствием, водой и фуражом своего войска, состоящего из 65 тыс. воинов и 8,9 тыс. животных.
Тыл и снабжение римских армий были устроены так, что позволяли свободно маневрировать полевой армии, достигавшей численности в 70—80 тысяч. Римляне, используя водные пути в период весеннего половодья, сосредоточивали продовольственные запасы в складах, расположенных в укреплениях на границе там, где они намечали крупную операцию. В частности, при операциях против германцев римское войско снабжалось из крепости Ализо, расположенной в верховьях реки Липпе, притока Рейна, а затем, когда при наступлении вглубь Германии римское войско отдалялось от этой крепости, то её снабжение осуществлял транспортный флот, который спускался по Рейну в море, огибал побережье современной Голландии и поднимался вверх по Эмсу, Везеру и Эльбе.
Такая система снабжения давала римлянам огромное преимущество над варварами, которые использовали только продовольственные запасы, взятые каждым из дому, и то продовольствие, которое они находили на месте. Так, когда Юлий Цезарь приступил к завоеванию Бельгии, то он с войском в 50—60 тысяч воинов, а с нестроевыми — около 100 тысяч человек, расположился в укрепленном лагере на северном берегу реки Энм, где против него собрались все племена белгов (по свидетельству самого Цезаря — 300 тысяч человек, по оценке Дельбрюка — 30—40 тысяч). Войско Цезаря снабжалось водным путём, а белги вскоре начали ощущать голод. Они не могли атаковать римский лагерь и разошлись по своим селениям. Тогда Цезарь перешёл в наступление и покорил одно племя за другим.

### Средние века
В Средневековье обычно войско было вынуждено везти продовольствие с собой в обозе, так как отсутствовала система централизованного снабжения, а закупки продовольствия на месте были затруднены из-за неразвитости денежного обращения. Так, при войне Карла Великого с саксами каждый воин был обязан явиться на сборный пункт с трёхмесячным запасом продовольствия. Поэтому война могла продолжаться только короткое время, так как запас продовольствия нужно было сохранить на обратный путь. За средневековым войском численностью несколько тысяч человек тянулся на многие десятки километров обоз в несколько тысяч повозок и тысячные гурты скота.
Поместное войско в походы отправлялось со своим продовольствием. О запасах в походе писал Герберштейн:

Пожалуй, кое-кому покажется удивительным, что они содержат себя и своих людей на столь скудное жалованье и притом, как я сказал выше, столь долгое время. Поэтому я вкратце расскажу об их бережливости и воздержанности. Тот, у кого есть шесть лошадей, а иногда и больше, пользуется в качестве подъемной или вьючной только одной из них, на которой везет необходимое для жизни. Это прежде всего толченое просо в мешке длиной в две-три пяди, потом восемь-десять фунтов соленой свинины; есть у него в мешке и соль, притом, если он богат, смешанная с перцем. Кроме того, каждый носит с собой сзади на поясе топор, огниво, котелки или медный чан, и если он случайно попадет туда, где не найдется ни плодов, ни чесноку, ни луку, ни дичи, то разводит огонь, наполняет чан водой, бросает в него полную ложку проса, добавляет соли и варит; довольствуясь такой пищей, живут и господин, и рабы. Впрочем, если господин слишком уж проголодается, то истребляет все это сам, так что рабы имеют, таким образом, иногда отличный случай попоститься целых два или три дня. Если же господин пожелает роскошного пира, то он прибавляет маленький кусочек свинины. Я говорю это не о знати, а о людях среднего достатка. Вожди войска и другие военные начальники время от времени приглашают к себе других, что победнее, и, хорошо пообедав, эти последние воздерживаются потом от пищи иногда два-три дня. Если же у них есть плоды, чеснок или лук, то они легко обходятся без всего остального.
— «Записки о Московии» С. фон Герберштейн.
Непосредственно же во время походов организовывались экспедиции для добычи продовольствия на вражеской территории — «загоны». Кроме этого во время «загонов» иногда захватывали пленников с целью их отправки в поместья.

### Новое время
В начале Нового времени не было крупных закупок государством продовольственных припасов. Наемные солдаты сами приобретали себе все необходимое. В наёмных армиях европейских стран существовала «маркитантская» система снабжения — за армиями двигались обозы торговцев (маркитантов), продававших воинам продовольствие и фураж. При этом запасы ядер и пороха войска перевозили с собой обычно на весь период военных действий.
Но уже в XVI веке армии, уже достигавшие численности десятков тысяч человек, начали использовать централизованные склады (магазины), из которых правительство передавало командирам отдельных отрядов, испытывавшим затруднения при закупке продовольствия на рынке, продовольственные припасы для их солдат по заготовительной цене, с соответственным вычетом из жалованья солдат.
Снабжение продовольствием начало централизоваться впервые у народов, часто использовавших морские десантные экспедиции — у англичан и испанцев (особенно для «Непобедимой армады» последних). Во французской армии магазинная система снабжения начала создаваться в конце Тридцатилетней войны, когда войскам приходилось действовать в совершенно опустошенной Германии. Военный министр Людовика XIV Лувуа расположил продовольственные склады в крепостях, особенно в тех районах, которые должны были являться базой намечаемого похода.
Благодаря магазинам, французская армия получила значительные выгоды: противники Франции могли начинать кампанию очень поздно — лишь в конце мая или в начале июня, когда подрастали подножный корм и посевы и можно было снабжать многочисленную конницу зелёным кормом. Французская же армия, получавшая сухой фураж из магазинов, могла сосредоточиваться с зимних квартир и приступать к операциям раньше противника.
По мере развития централизованного снабжения армии началась борьба с присутствием в тылу армии громадного количества женщин, которые раньше покупали продовольствие солдатам и готовили им пищу. Вместо многочисленных солдатских жен, за армией стали следовать лишь немногие маркитантки.
Постепенно сложилась так называемая пятипереходная система — армия получала регулярное довольствие при удалении не свыше, чем на 5 переходов от магазина. Не далее, чем в трех переходах от магазина устраивались полевые хлебопекарни и организовывался подвоз муки из магазина в хлебопекарни. Армия удалялась не свыше 2 переходов от хлебопекарен и хлебный транспорт с подъемной силой на 6 дневных дач хлеба, по расчёту двух суток пути в один конец, двух — на возвращение и двух суток на нагрузку, разгрузку, задержки и отдых доставлял ей хлеб. Но гораздо труднее было организовать подвоз овса, которого лошадям армии требовалось очень много. Поэтому снабжение сухим фуражом осуществлялось лишь при действиях вблизи от магазина или при возможности использования речного транспорта, а в остальных случаях приходилось заготавливать фураж на месте.
Очень скоро другие европейские государства переняли у французов магазинную систему снабжения. Вопросы довольствия стали определяющими для стратегии. Так, Фридрих Великий говорил: «Не я здесь командую, а хлеб и фураж». Он активно пользовался речными путями для закладки новых магазинов и транспортирования запасов.
Магазинная система с одной стороны давала полководцу большую свободу, но с другой стороны, определяла направление и размах операций. Всё большее значение стали приобретать продовольствие и фураж, подвозимые из не охваченных военными действиями регионов страны. Создавались также подвижные склады с запасом продовольствия в размере месячной потребности, которое возились вслед за войсками в обозе.

Надобно удивляться, что продовольственная часть, столь важная во военное время, единственно от которой зависит часто успех или неуспех войны, остается до сих пор в таком забвении. Читая военную историю много встречается вопросов, от чего такой-то главнокомандующий не воспользовался одержанною победою, или не сделал такого-то движения, а ответа не находим нигде. Если б военные историки более обращали внимание на продовольственную часть и при описании сражений объясняли, сколько солдаты имели в ранцах сухарей пред сражением, в каком расстоянии были в то время провиантские транспорты и откуда они наполнялись, то может быть разъяснилось бы многое, что теперь темно…
— Ф. Затлер. Московская логистика: чем кормили русскую рать.
Революционная армия Французской Республики из-за беспорядка в администрации тыла не могла полностью полагаться на магазинную систему и ей часто приходилось заготавливать продовольствие на месте. Солдат должны были кормить жители, в домах которых они располагались на постой. При быстром передвижении войск, особенно в не разоренной войной местности, это было возможно, но в период остановок требовался подвоз хотя бы части хлеба. Обоз армии стал гораздо меньше, что сделало революционную армию очень манёвренной. Она отказалась от пятипереходной системы.
Армия Наполеона использовала обширные речные системы Германии для быстрого сосредоточения и переброски магазинов. Наполеоновская армия часто везла с собой и значительные подвижные запасы. Кроме того, увеличившиеся к началу XIX века продовольственные ресурсы Европы в связи с переходом к многополью и посеву картофеля, позволили ей обходиться во время стремительных маршей заготовками продовольствия на месте, без подвоза с тыла. Наполеон заменил носимый солдатами в ранцах хлеб рисовыми лепешками и, вследствие большей питательности риса, было достигнуто уменьшение веса рациона.
В XIX веке линии коммуникаций для снабжения армии устраивались обычно следующим образом: дорога разделялась на этапы величиной в 1 переход (30—40 километров) и в каждом этапном пункте устраивалась станция, состоящая из наскоро укрепленного поста, склада обуви, одежды и продовольственных запасов и госпиталя, под прикрытием небольшого гарнизона. К каждой станции приписывался участок окружающей местности для исполнения подводной и других повинностей.
Во второй половине XIX века для снабжения армии стали использоваться железные дороги. Начальным этапным пунктом стала служить одна из крупных железнодорожных станций в районе мирного расположения каждого из корпусов армии. На этой станции устраивался обширный магазин (называемый в немецкой армии «запасным», Ersatzmagazin). На больших железнодорожных станциях, на узлах сухопутных и речных сообщений по пути к театру военных действий устраивались «сборные магазины», в которых должны были постоянно находиться 5—6-дневные запасы для армии. Из них запасы посылались в действующую армию поездами, а с конечных станций доставлялись войскам гужевым транспортом.

### Двадцатый век

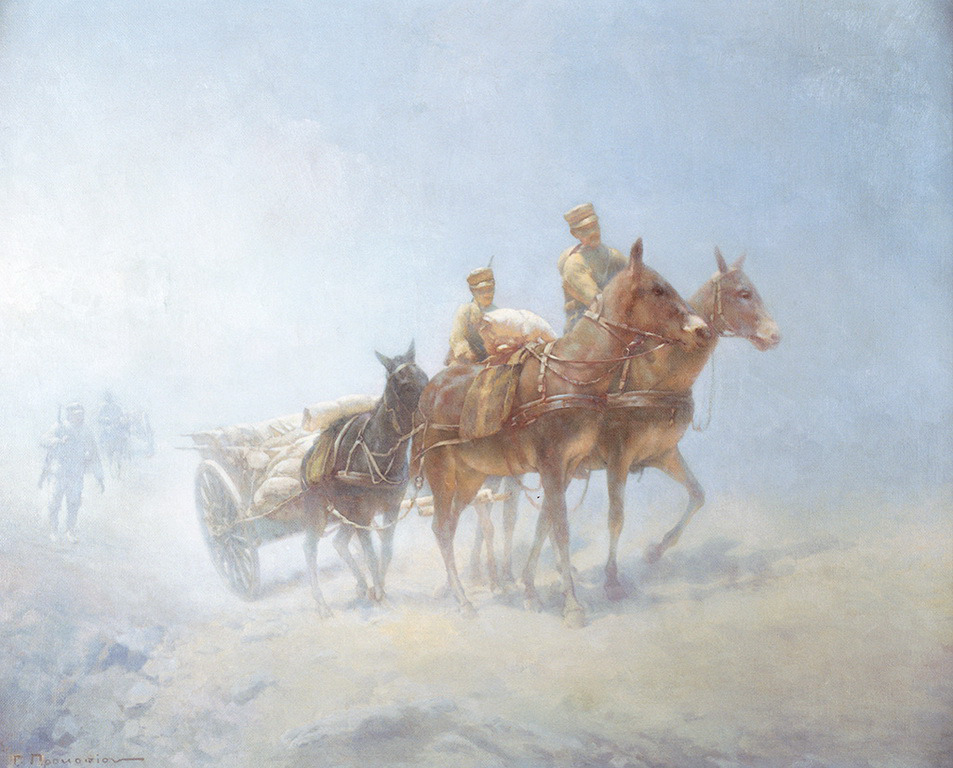
Перевозка припасов. Георгиос Прокопиу.

Во время Первой мировой войны для снабжения фронта использовался в основном железнодорожный транспорт, а гужевой транспорт для доставки припасов в войска от конечных станций начали заменять автомобильным. Объёмы всего необходимого армиям, особенно боеприпасов, колоссально возросли по сравнению с войнами прошлого.
Во время Второй мировой войны объёмы снабжения фронтов стали ещё большими. Кроме того, намного увеличилось разнообразие потребностей воюющих армий. Так, американский каталог военных предметов и деталей к ним содержал 2 700 000 наименований и состоял из 479 томов весом в 110 кг. Любая мелочь могла быть заказана с фронта со ссылкой на шифр этого каталога. Германская группа армий «Центр» (до 1 800 000 человек) обслуживались в среднем 1700 поездами в месяц. В 1943—1945 годах советские войска получали от промышленности ежегодно примерно 100 тыс. миномётов, 120 тыс. орудий и 450 тыс. пулемётов. В Берлинской операции 1945 года было израсходовано около 25 тыс. тонн снарядов.
Во время Второй мировой войны для снабжения войск начал использоваться воздушный транспорт. Немцы использовали «воздушный мост» для снабжения десанта на Крите и окруженных группировок под Демьянском и Сталинградом. Американцы использовали трансконтинентальный «воздушный мост» по линии Бразилия — Нигерия — Судан — Египет.

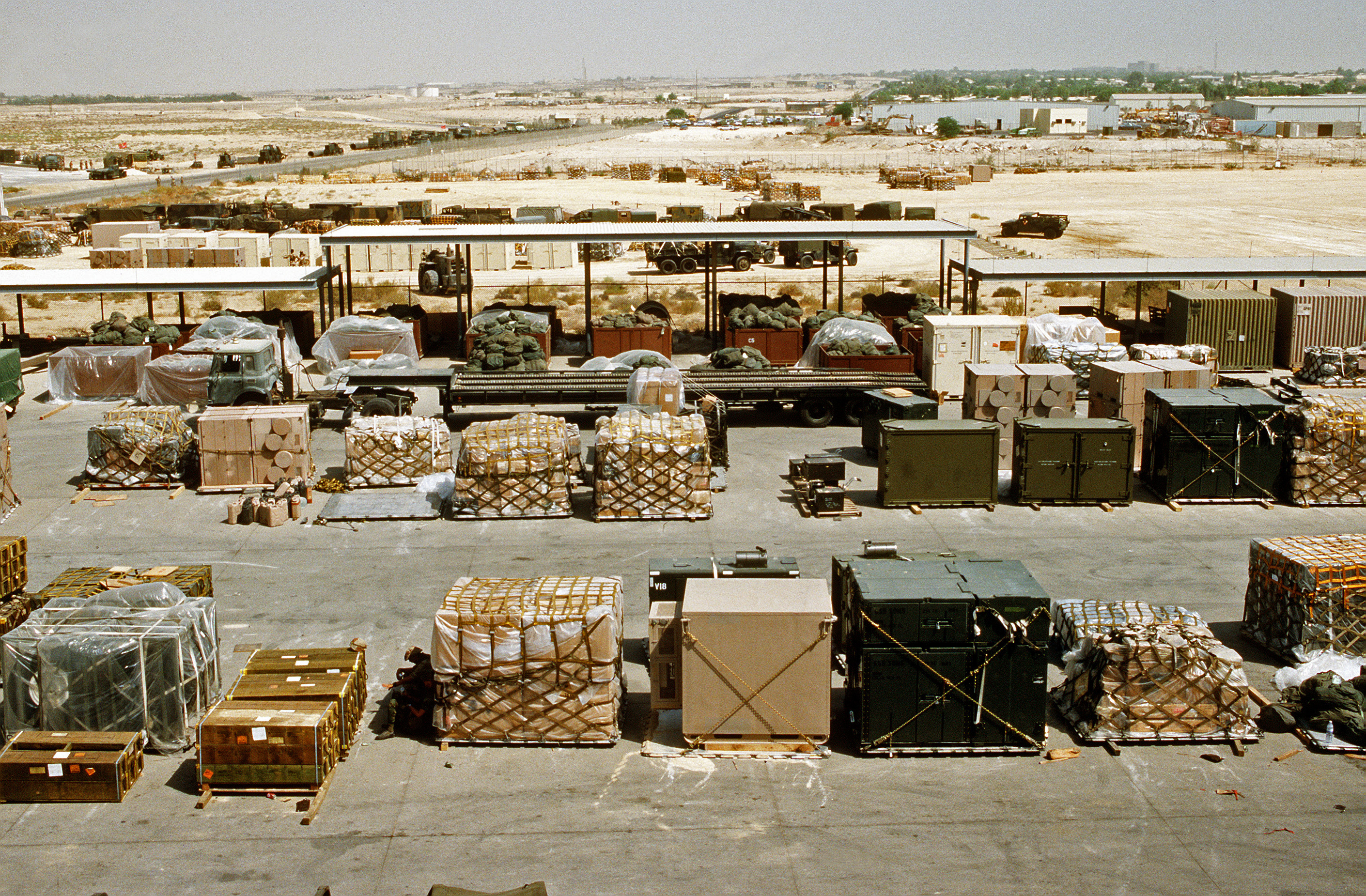
Военный склад США во время операции «Буря в пустыне»

Самыми яркими примерами военной логистики недавнего прошлого являются операции США в Ираке в 1991 году («Буря в пустыне») и в 2003 году. Эффективная система снабжения сыграла важную роль в успехе этих операций.
Вооружённые силы США используют систему заблаговременного складирования вооружения и военной техники за рубежом для сокращения сроков доставки личного состава формирований и военной техники с континентальной части США в кризисные районы. Вооружённые силы США также имеют морские силы заблаговременного складирования — суда-склады, на которых хранится всё необходимое для войск США, которые могут быть быстро переброшены в тот или иной или иной регион мира. Силы заблаговременного складирования с возможностями морского базирования и программа заблаговременного складирования запаса Армии США на море устраняют необходимость берегового развертывания и использования тыловых органов и складских комплексов, необходимость для сопредельных государств кризисного района иметь договорные обязательства с США по созданию объектов тыловой инфраструктуры, что сокращает сроки оперативной готовности сил и средств.

## Тыловое обеспечение в ВС СССР

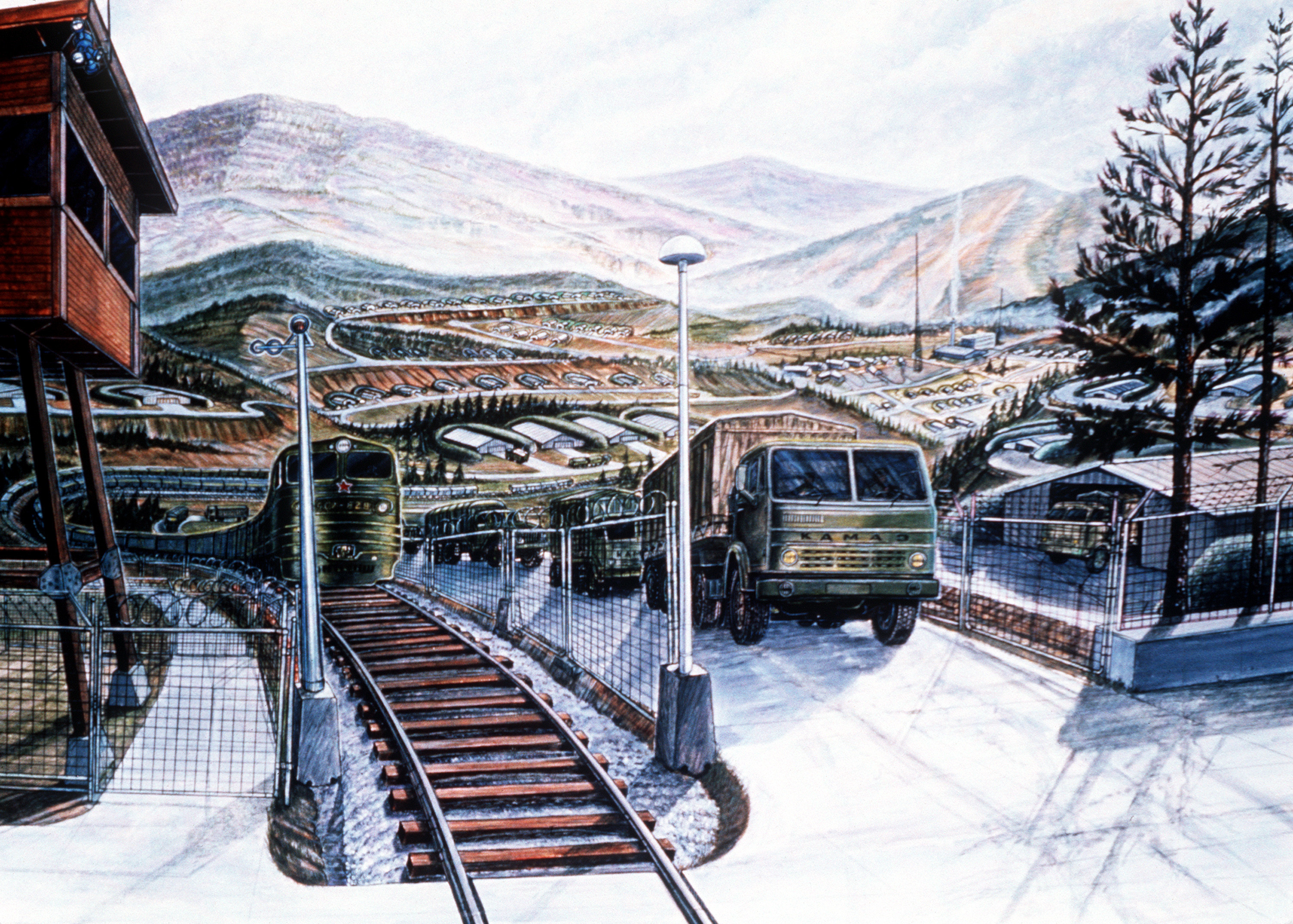
По замыслу художника, поезд и автоколонна во главе с тягачом КамАЗ-5410 выезжают со склада вооружения в горном районе Восточной Европы. В военное время склад будет использоваться для поддержки операций советских передовых сухопутных войск, 1989 год.

В Советской России, а затем в СССР, тыл вооружённых сил создавался одновременно с формированием частей РККА и РККФ. С 1 августа 1941 года была введена централизованная система управления тылом вооружённых сил — одного из компонентов ВС СССР, носившим название «Тыл Вооружённых сил СССР», и являвшимся совокупностью соответствующих воинских частей, учреждений и подразделений.
Тыл ВС СССР, являясь составной частью вооружённых сил, осуществлял следующие виды обеспечения военных действий:
- материальное;
- транспортное;
- техническое;
- инженерно-аэродромное;
- аэродромно-техническое;
- медицинское;
- ветеринарное;
- торгово-бытовое;
- квартирно-эксплуатационное;
- финансовое;
- кроме того в ВМФ в 1963—1979 годах[10][11] — аварийно-спасательное обеспечение.

Организационно-штатные структуры (специализированные подразделения) тылового обеспечения присутствовали на всех уровнях от подразделений до объединений, начиная с уровня батальона.
К примеру на уровне мотострелкового / парашютно-десантного / танкового батальона или артиллерийского дивизиона, задачи тылового обеспечения решал взвод материального обеспечения (в зависимости от штата существовало другое название — взвод снабжения, сокращённо — вмо или вс). Вмо/вс состоял из автомобильного отделения, отделения хозяйственного обслуживания и отделения технического обслуживания. Существовал также штат батальона, где кроме взвода материального обеспечения имелся и взвод технического обслуживания (вто).
Задачами вмо/вс являлись:
- транспортировка к боевым порядкам батальона / дивизиона всего необходимого для выполнения боевой задачи (боеприпасы, топливо, продовольствие и т. д.);
- организация полевого питания и обслуживания военнослужащих (разворачивание полевых кухонь и столовых, пунктов обогрева личного состава, пунктов помывки личного состава и т. д.);
- ремонт в полевых условиях боевой техники, автомобильной техники и вооружения.

На уровне роты / батареи — все вопросы тылового обеспечения контролировали и решали старшина, заместитель командира роты / батареи по технической части (техник или старший техник роты / батареи) и санинструктор.
Начиная с уровня батальона / дивизиона, существовала офицерская штатная должность, полностью отвечавшая за тыловое обеспечение — заместитель командира батальона по тылу. За техническое обеспечение ответственность нёс заместитель командира батальона по технической части (по вооружению).
Медицинское обеспечение осуществлялось медицинским пунктом (МП) батальона, представлявшим собой фельдшерское отделение со штатным автотранспортом (УАЗ-452, ЛуАЗ-967), возглавляемое начальником медпункта в офицерском звании.
На уровне полка / бригады штатными подразделениями тылового обеспечения являлись рота материального обеспечения (рмо), ремонтная рота (ремр) и медицинская рота (медр). Медицинская рота имела лазарет в пункте постоянной дислокации (ППД) и разворачиваемый в полевых условиях полковой полевой госпиталь (ВГ).
Также в штате части / соединения, начиная с уровня отдельной роты / отдельного батальона / полка (корабля) / бригады / корпуса, имелись специальные службы (отделы) в штабе — продовольственная служба, вещевая служба, финансовая служба, медицинская служба, автомобильная служба, бронетанковая служба, служба ракетно-артиллерийского вооружения, служба горючего и смазочных материалов, ветеринарная служба.
При каждом военном городке / гарнизоне, которые могли объединять в себе несколько воинских частей, существовала квартирно-эксплуатационная часть (КЭЧ), обеспечивавшая эксплуатационно-техническое обслуживание солдатских казарм, служебных зданий на территории городка и жилищно-коммунальное обслуживание домов офицерского состава (ДОС).
На уровне дивизии штатными подразделениями тылового обеспечения являлись отдельный батальон материального снабжения (обмо), отдельный ремонтно-восстановительный батальон (орвб), отдельный медико-санитарный батальон (омедсанб).
На уровне армии (флотилии) / группы войск / округа (группы, флота), в зависимости от задач, ТВД и так далее, штатными формированиями тылового обеспечения являлись — бригада материального обеспечения, автомобильная бригада, трубопроводная бригада, окружной военный госпиталь (ВГ), базы хранения вооружения и техники (БХВТ) и так далее.